# Камилите
Вижте пояснителната страница за други значения на Камила.
Камилите (на турски: Yiğitbaşı, Егитбаши) е село в околия Малък Самоков, вилает Лозенград, Турция. Името му е в множествено число, тъй като се състои от махалите Горна и Долна Камила.

## География
Селото се намира в историко-географската област Източна Тракия, в планината Странджа, в близост до българо-турската граница.

## История
През 19 век Камилите е българско село в Малкотърновска кааза на Османската империя. При потушаването на Илинденско-Преображенското въстание през 1903 година Камилите силно пострадва. Всичките 90 къщи са ограбени, а населението е избягало.
Според статистиката на професор Любомир Милетич в 1912 година в селото живеят 63 български екзархийски семейства или 243 души.
При избухването на Балканската война в 1912 година петима души от Камилите са доброволци в Македоно-одринското опълчение.
Българското население на Камилите се изселва след Междусъюзническата война в 1913 година.
Според оценки на Статистическия институт на Турция през 2018 г. населението на селото е 39 души.

## Личности
Родени в Камилите
- Груд (псевдоним), български революционер, ръководител на местния комитет на ВМОРО през 1902 година[5]
- Иван Стаматов (1884 - ?), участник в Илинденско-Преображенското въстание в Одринско с четата на Кръстьо Българията[6]
- Петко Кирязов (1870 – ?), български революционер, деец на ВМОРО
- Стоян Камилски (1870 – 1933), български революционер, деец на ВМОРО
- Тодор Илиев, български свещеник и революционер, служил в родното си село в цьрквата „Света Богородица”[7]